# Alicio Solalinde
Alicio Ignacio Solalinde Miers (né le 1er février 1952 à Villeta au Paraguay) est un joueur de football international paraguayen, qui évoluait au poste de défenseur, avant de devenir entraîneur.

## Biographie

### Carrière de joueur

#### Carrière en sélection
Avec l'équipe du Paraguay, il joue 32 matchs (pour 4 buts inscrits) entre 1975 et 1981. 
Il figure dans le groupe des sélectionnés lors des Copa América de 1975 et de 1999. Il remporte cette compétition en 1979.
Il joue également 4 matchs comptant pour les tours préliminaires de la coupe du monde, lors des éditions 1978 et 1982.

### Carrière d'entraîneur
Il dirige les joueurs paraguayens lors de la Copa América 1993 organisée en Équateur.

## Palmarès

### Palmarès de joueur
| Club Olimpia \| - Championnat du Paraguay (6) : - Champion: 1978, 1979, 1980, 1981, 1982 et 1983. - Copa Libertadores (1) : - Vainqueur : 1979. \| \| - Coupe intercontinentale (1) : - Vainqueur : 1979. - Copa Interamericana (1) : - Vainqueur : 1979. \| |  | Paraguay - Copa América (1) : - Vainqueur: 1979                                                     |
| - Championnat du Paraguay (6) : - Champion: 1978, 1979, 1980, 1981, 1982 et 1983. - Copa Libertadores (1) : - Vainqueur : 1979. |  | - Coupe intercontinentale (1) : - Vainqueur : 1979. - Copa Interamericana (1) : - Vainqueur : 1979. |

### Palmarès d'entraîneur
Club Olimpia
- Championnat du Paraguay (1) :
  - Champion: 2000.